# Bernat Marquès i Rullan
Bernat Marquès i Rullan (Sóller, 1869 - Illetes, Calvià, 1937) fou un polític mallorquí. Va emigrar el 1885 a Puerto Rico on va fer fortuna. Fundà l'empresa mallorquina Frío Balear. Durant la Segona República va ser el president d'Esquerra Republicana Balear a Sóller. Es casà amb Catalina Mayol, germana de la política i escriptora Maria Mayol i Colom, amb qui tingué Jéanne Marquès Mayol, empresària republicana.
Home de posició acomodada, demòcrata i moderat, no es coneix cap motiu que expliqui el seu assassinat. Els historiadors han fet observar la particular virulència feixista contra les persones vinculades a l'esquerra amb una bona posició econòmica (culpables de traïció de classe) que, a vegades, desembocà en represàlies brutals.
Les acusacions que argumentà el fiscal militar Ricardo Mulet Fiol contra Marquès i la seva família són ben poc convincents. Dia quinze de gener de l'any 1937, a la caserna del Carme, comparegueren davant un tribunal militar Bernat Marquès i Rullan, Catalina Maiol, Josep Rovira i Sellarés i els fills dels dos primers, Bernat, Josep, Joana, María Lluïsa i Catalina. El Tribunal va ser dur en extrem en les seves conclusions: Bernat Marquès, Catalina Maiol i les seves filles Maria Lluïsa i Catalina, foren condemnats a mort. La revisió de la condemna certificà la pena de mort de Bernat Marquès mentre que la seva esposa i els cinc fills quedaren condemnats entre 3 i 5 anys de reclusió. Finalment, l'any 1940 pogueren sortir de la presó. Bernat Marquès, en canvi, va ser afusellat en el Fort d'Illetes dia cinc de juny de 1937.